# Турчьянске-Теплице

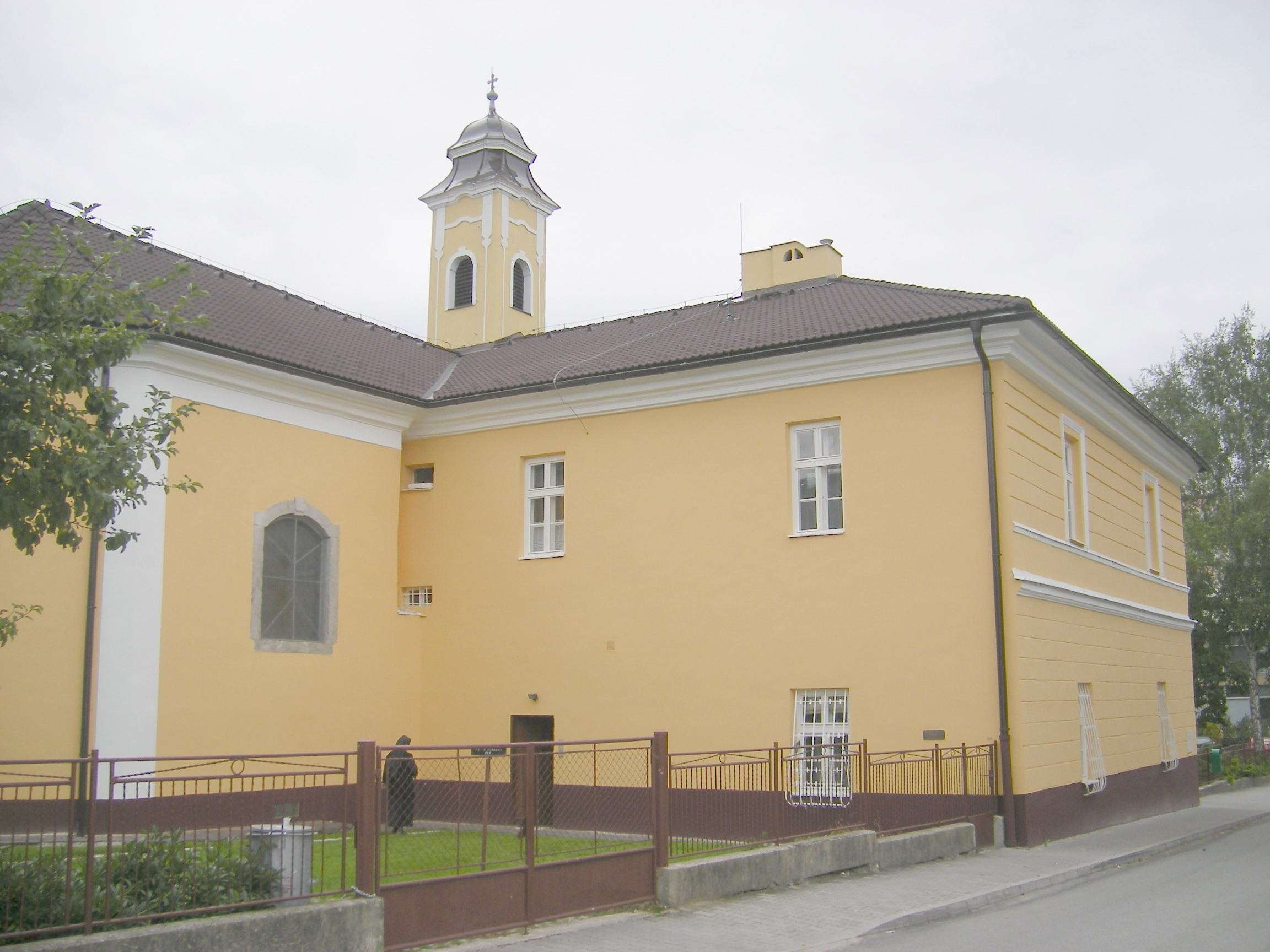
Кирха

Турчьянске-Теплице (ранее Турчанске-Теплице) (словац. Turčianske Teplice, до 1948 словац. Štubnianske Teplice, рус. Штубньянске-Теплице,  Bad Stuben,  Stubnyafürdő) — город в западной Словакии у подножья Большой Фатры на реке Турьец. Население около 6,4 тысяч человек.

## История
Турчьянске-Теплице является одним из самых старых курортных городов не только Словакии, но и Европы. Упоминаются впервые в 1281 году. В 1502 году был построен первый «курортный дом». В 1533 году Турчьянске-Теплице стали принадлежать городу Кремнице. Тогда началось обустройство лечебных источников в Турчьянске-Теплице, но массовое строительство санаториев началось в XIX веке. Турчьянскотеплицкие санатории специализируются на лечении болезней почек и мочевой системы.

## Население
| Год:                | 1994 | 2004    | 2014    | 2024    |
| ------------------- | ---- | ------- | ------- | ------- |
| Количество человек: | 7285 | 6929    | 6518    | 6069    |
| Разница:            |      | −4,88 % | −5,93 % | −6,88 % |

## Города-побратимы
- Голешов, Чехия
- Гавиржов, Чехия
- Скавина, Польша
- Висла, Польша
- Аранджеловац, Сербия